# Sphenostylis stenocarpa
Sphenostylis stenocarpa là một loài thực vật có hoa trong họ Đậu. Loài này được (A.Rich.) Harms miêu tả khoa học đầu tiên.